# 타이 콥
타이러스 레이몬드 "타이" 코브(타이 콥, Tyrus Raymond "Ty" Cobb, 1886년 12월 18일 ~ 1961년 7월 17일)은 ‘The Georgia Peach’(더 조지아 피치)라는 별명의, 미국의 전 메이저 리그 베이스볼 외야수이다.
조지아주 내로스에서 태어났다. 코브는 22시즌을 디트로이트 타이거스에서 보냈고, 마지막 6시즌은 선수 겸 감독을 맡았으며, 필라델피아 애슬레틱스에서 그의 선수 생활을 마감했다.